# Бровари
Бровари (укр. Бровари) град је у Украјини, у Кијевској области. Према процени из 2012. у граду је живело 97.146 становника.

## Становништво
Према процени, у граду је 2012. живело 97.146 становника.
| 1979.  | 1989.  | 2001.  | 2012.  |
| ------ | ------ | ------ | ------ |
| 58.554 | 82.042 | 86.839 | 97.146 |

## Партнерски градови
- Фонтне су Боа